# Clàudia Quinta

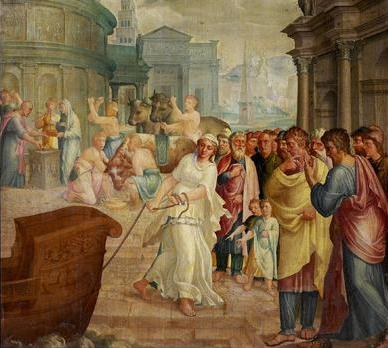
Claudia Quinta, pintura de Lambert Lombard

Clàudia Quinta va ser una germana d'Appi Claudi Pulcre, cònsol l'any 212 aC. Era neta d'Appi Claudi Cec.
És famosa perquè en arribar la imatge de Cibeles des de Pessinus a Roma el vaixell es va quedar aturat en un banc d'arena de la boca del riu Tíber. Els endevins van anunciar que només una dona casta podria moure la imatge. Clàudia que havia estat acusada de fets llicenciosos, es va avançar a les matrones que havien anat a rebre el vaixell a Òstia, i després de demanar a la deessa que reivindiqués la seva innocència, va agafar la corda que lligava la nau i la va fer seguir endavant immediatament. Es va erigir una estàtua d'ella al vestíbul del temple de la deessa.